# Осовцы (Гомельская область)
Осовцы́ (бел. Асаўцы́) — деревня в Бобовичском сельсовете Гомельского района Гомельской области Республики Беларусь.

## География

### Расположение
В 6 км от Гомеля.

### Гидрография
На западе мелиоративные каналы и Мильчанская канава, соединённые с рекой Уза (приток реки Сож), на востоке — пойма реки Сож.

## Транспортная сеть
Автодорога связывает деревню с Гомелем.

## История
Обнаруженные археологами поселения милоградской (VII—III столетия до н. э.) и зарубинецкой (II столетие до н. э. — V столетие н. э.) культур (в 1,5 км на восток от деревни) свидетельствуют про заселение этих мест с давних времён. По письменным источникам известна с XVIII века как село в Речицком повете Минского воеводства Великого княжества Литовского.
После 1-го раздела Речи Посполитой (1772 год) в составе Российской империи. В 1773 году деревня в Гомельской волости Рогачёвской провинции, с 1776 года во владении фельдмаршала П. А. Румянцева-Задунайского. С 1834 года во владении князя И. Ф. Паскевича, в составе Новиковской экономии. С 1880-х годов работал хлебозапасный магазин. В 1882 году в Ерёминской волости Гомельского уезда Могилёвской губернии. В 1909 году 219 десятин земли. С 1913 года действовала земская школа, с 1925 года — кирпичный завод.
В 1930 году организован колхоз. Во время Великой Отечественной войны 26 жителей погибли на фронте. В 1959 году в составе колхоза «Победа» (центр — деревня Красное), ныне в составе КСУП "Комбинат "Восток" (Урицкое). Действуют  магазин, дошкольное учреждение..
До 1 августа 2007 года в составе Давыдовского сельсовета.

## Население

### Численность
- 2004 год — 119 хозяйств, 303 жителя.

### Динамика
- 1882 год — 19 дворов.
- 1909 год — 50 дворов 297 жителей.
- 1959 год — 313 жителей (согласно переписи).
- 2004 год — 119 хозяйств, 303 жителя.

## Археологические памятники
- Милоградской культуры — VII—III вв. до н. э.
- Зарубинецкой культуры — II в до н. э. — V в . н. э. (1,5 км на восток от деревни).